# 니콜라우스 루트비히 폰 친첸도르프

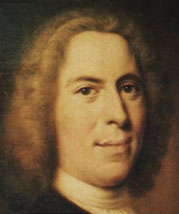

니콜라스 루트비히 폰 친첸도르프(Nikolaus Ludwig von Zinzendorf, 1700년 5월 26일 ~ 1760년 5월 9일)는 독일 작센의 법률가, 종교가, 선교운동가, 그리고 시인이다.
정부의 법률 고문관이었으나 젊어서 신앙 생활에 귀의할 것을 결심한다. 보헤미아에서 박해당하여 독일로 탈출한 개신교 신자들인 모라비안(Moravia)을 옹호하였고, 재조직자가 되어 관직을 버렸다. 모라비안들은 작센 주에서 또 추방되었으나, 그는 단신으로 영국으로 간 후 다시 스위스나 미국, 캐나다 등지를 순회하면서 전도하였다. 추방령이 해제되자 귀국하여 독일의 헤른후트에 거주하면서 건전한 교의를 지키면서 모라비안의 외국전도에 힘썼다.
시재가 풍부한 그의 시 작품은 헤른후트파의 찬미가로서 오늘날까지 전해진다.